# Scaevola taccada
Scaevola taccada, também conhecido como repolho de praia, alface do mar, naupaka de praia, naupaka kahakai (havaiano), magoo (Divehi), merambong (malaio), bapaceda ou papatjeda ( ilhas Molucas ), ngahu (tonganês) é uma planta com flor da família Goodeniaceae encontrada em locais costeiros nas áreas tropicais do Indo-Pacífico. É um arbusto de praia comum em todo o Mar da Arábia, no Oceano Índico tropical e nas ilhas tropicais do Oceano Pacífico.
Há muito tempo existe confusão sobre o nome científico correto para esta espécie. Também é conhecido pelo sinônimo Scaevola sericea.

## Descrição
Scaevola taccada é um grande arbusto que atinge cerca de 4 m de altura típica de zonas litorais onde cresce muito perto do mar exposto à pulverização de sal, geralmente em solos arenosos ou de cascalho. As folhas são ligeiramente suculentas, cerca de 20 cm de comprimento, estreitamente alternados e aglomerados nas pontas do caule. Eles são glabros com uma cor verde amarelada de aparência carnuda. Os frutos e flores são brancos. Scaevola taccada floresce o ano todo e as flores são em forma de leque que lhes dá o nome de flor ventoinha ou meia flor. Os frutos flutuam na água do mar e são propagados pelas correntes oceânicas, sendo este arbusto uma das plantas pioneiras em novos bancos de areia em áreas tropicais.
Scaevola taccada é semelhante a Scaevola plumieri - ambos foram incluídos na circunscrição original da espécie. S. taccada tem lóbulos de cálice evidentes e frutos brancos nos quais os lóbulos de cálice persistem. S. plumieri tem lóbulos curtos ou ausentes em seu cálice e frutos pretos quando maduros.

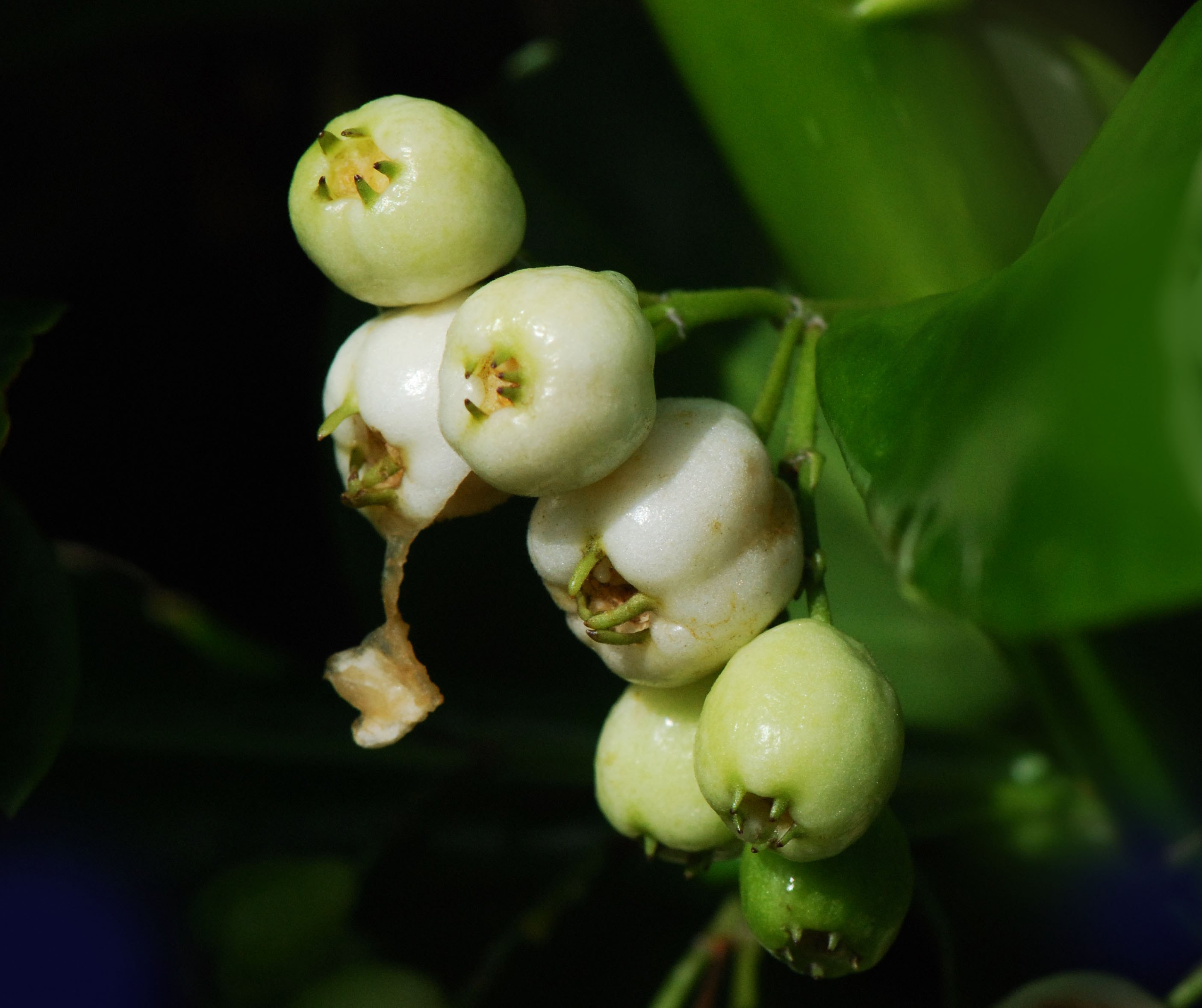
Fruto branco de S. tacada com lóbulos de cálice persistentes
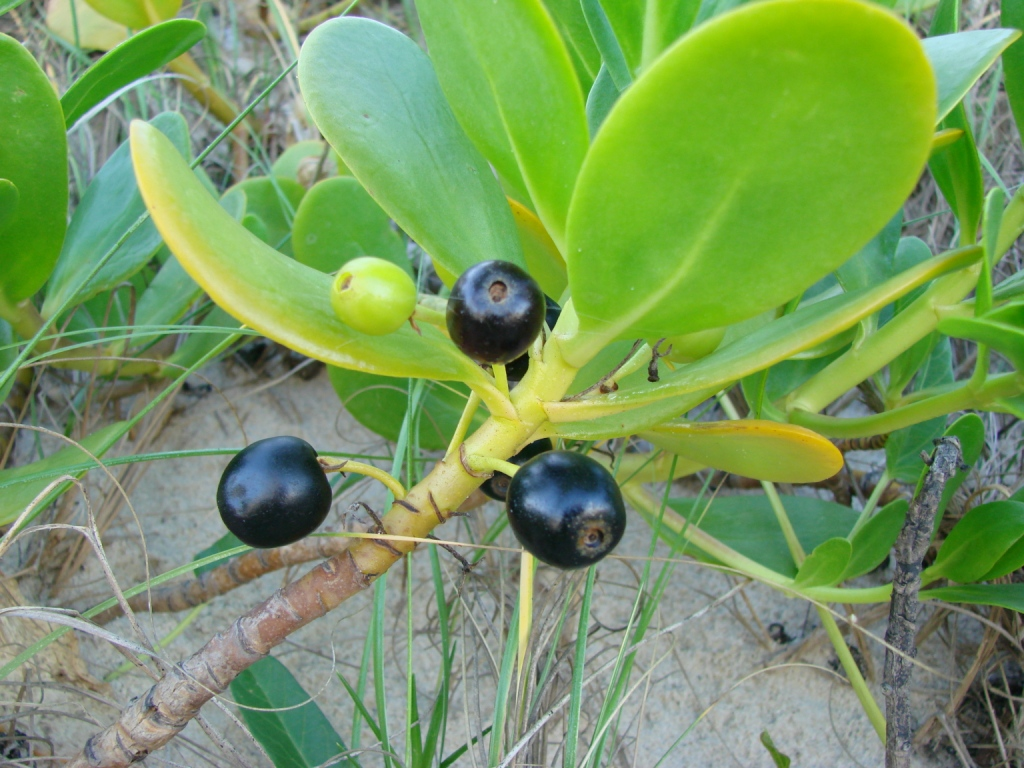
Fruta preta de S. Plumieri

## Taxonomia
Duas espécies de Scaevola arbustivas ocorrem ao longo das costas de regiões tropicais e subtropicais do mundo. Eles às vezes ocorrem na mesma região, mas um é mais ocidental, alcançando a costa do Atlântico, e outro mais oriental, alcançando o Pacífico. Carl Linnaeus incluiu inicialmente ambas as espécies em seu Lobelia plumieri, que mais tarde ele considerou ser a única espécie em seu novo gênero Scaevola (embora a combinação Scaevola plumieri foi publicada pela primeira vez por Martin Vahl). Tem havido confusão por muitos anos sobre o nome correto das duas espécies, quando elas são reconhecidas como distintas. Scaevola plumieri (L.) Vahl é agora usado como o nome para as espécies ocidentais.
O nome mais antigo agora reconhecido como aplicável às espécies orientais, Lobelia taccada, foi publicado por Joseph Gaertner em 1788. William Roxburgh referiu-se indiretamente a este nome ao transferi-lo para o gênero Scaevola em 1788. Separadamente, e mais tarde, Martin Vahl descreveu Scaevola sericea em 1791, com base em um espécime de Niue, uma pequena ilha no sul do Oceano Pacífico. Em 1980, Jeffrey argumentou que o nome correto para a espécie era Scaevola sericea, uma vez que a transferência de Roxburgh não era aceitável pelo código de nomenclatura. No entanto, Green em 1991 considerou que Jeffrey estava errado, a transferência sendo válida, de forma que o nome correto para a espécie oriental era Scaevola taccada, nome usado, por exemplo, pela online Flora of China. O Índice Internacional de Nomes de Plantas aceita esta análise.

## Distribuição
As áreas costeiras e praias de Okinawa, Taiwan, Sul da China, Vietnã, Malásia, Filipinas, Indonésia, Timor Leste, Norte da Austrália, Polinésia, Melanésia, Micronésia, África Oriental, Madagascar, Maurício, Seychelles, Omã, Iêmen, Índia, Maldivas, Birmânia, Tailândia, Camboja, Ilhas Chagos, Comores, Reunião.

## Habitat
Scaevola taccada normalmente cresce diretamente nas praias de costas tropicais, com preferência por cristas de praia em areias de coral. Ela cresce na área de névoa salina e está entre os primeiros colonizadores de plantas pioneiros em atóis tropicais e bancos de areia. Além das sementes, é facilmente propagado a partir de estacas.
Prefere solos arenosos bem drenados e é um matagal muito tolerante ao sal. Scaevola taccada é às vezes encontrada crescendo em comunidades de plantas soltas com coqueiros, espinheiro, ipomeia da praia, gardênia da praia, várias espécies de pandanus , calophyllum da praia seguido por árvore portia, amendoeira do mar, hibisco da praia, Cordia subcordata e outros. A planta é freqüentemente apresentada com destaque em cartões postais e papéis de parede de ilhas tropicais.
|  |  |

|  |  |  |

## Usar

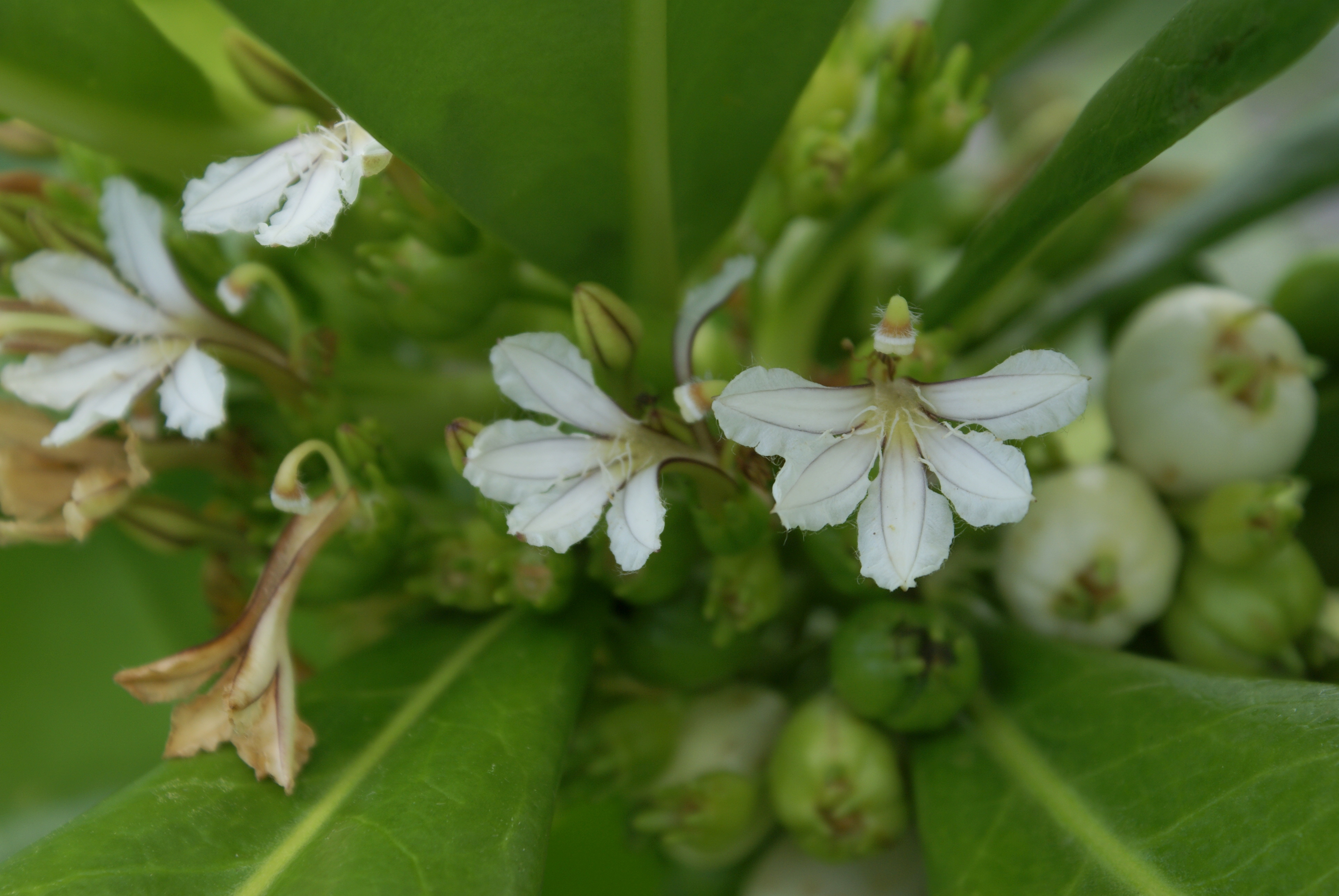
Flores de Scaevola taccada, na ilha da Reunião.

Em algumas ilhas do Pacífico, Scaevola taccada é usado para prevenir a erosão costeira, bem como para paisagismo. Também é plantado nas cristas da praia para proteger outras plantas cultivadas da maresia. Partes da planta também são usadas na medicina tradicional polinésia e asiática. Gotas da planta foram utilizadas em casos de irritação ocular por mergulhadores de Chamorro , que prendem a respiração, nas Ilhas Marianas. Historicamente, nas Maldivas, as folhas desta planta costumavam ser usadas como alimento para saciar a fome.

## Espécies invasivas
Nos Estados Unidos (Flórida, Porto Rico, Ilhas Virgens dos EUA), bem como em muitas outras nações caribenhas e nas Bahamas, Scaevola taccada se tornou uma espécie invasora, afastando a espécie nativa do Caribe Scaevola plumieri de seu habitat nativo.

## Folhas, flores e frutos
|  |  |  |

|  |  |